# Rickenbach (Lucerna)
Rickenbach (toponimo tedesco) è un comune svizzero di 3 564 abitanti del Canton Lucerna, nel distretto di Sursee.

## Geografia fisica
Il territorio di Rickenbach si estende nella conca di un'alta valle posta sopra la valle della Wyna.

## Storia
Il 1º gennaio 2013 Rickenbach ha inglobato il comune soppresso di Pfeffikon

## Monumenti e luoghi d'interesse
- Chiesa parrocchiale cattolica di Santa Margherita, eretta nel 1453 (in luogo di un precedente edificio attestato dal 1230-1231) e ricostruita nel 1661-1662 e nel 1957-1958[3].

## Società

### Evoluzione demografica
L'evoluzione demografica è riportata nella seguente tabella:
Abitanti censiti

## Economia
L'economia locale si basa prevalentemente sui settori secondario e terziario.